# 青年公园 (济南市)
济南市青年公园是济南市槐荫区东部的一个公园，为济南市最早的公园之一，现名博远广场。
最早为辛庄兵营的阅兵场。1928年被占领山东的日本军队辟为日本侨民专用公园。1934年，为在济南惨案中死亡的日本军人建立忠魂碑。1945年改名胜利公园以纪念抗战胜利。1950年更名为青年公园。
1987年在园内建立“四五烈士纪念碑”，纪念1931年4月5日(不是与1976年的四五运动)在济南市纬八路刑场被处死的邓恩铭、刘谦初等22名中国共产党党员。
1998年改建成以舞台为中心的槐荫广场。2003年6月又改名博远广场。